# Дауров, Кадырбеч Долетбиевич
Кадырбеч Долетбиевич Дауров (16 апреля 1996) — российский тхэквондист. Призёр чемпионата мира. Многократный чемпион России.

## Спортивная карьера
Является воспитанником майкопской СШОР № 2 и ЦСПСКРА, занимается под руководством Гарри Осипова и Василия Есина. В ноябре 2015 в Сочи одержав 4 победы он дошёл до финала чемпионата России, в котором уступил Никите Кривейченко из Санкт-Петербурга, став серебряным призёром. 17 октября 2016 года ему было присвоено звание мастер спорта России. В конце июля 2018 года в китайском городе Уси в составе сборной России стал победителем командного чемпионата мира в смешанных соревнованиях. В октябре 2019 года в Казани, взяв верх в финале над Дмитрем Артюховым из Краснодарского края, выиграл чемпионат России. 30 сентября 2022 года ему было присвоено звание мастер спорта России международного класса. 3 июня 2023 года в Баку стал бронзовым призёром чемпионата мира. В сентябре 2023 года в Майкопе, победив в финале Магомедрасула Омарова из Дагестана, стал чемпионом России. 9 ноября 2024 года в Нальчике, одержав победу в финале над Муслимом Ахтаевым из Татарстана, в четвёртый раз выиграл чемпионат России.

## Достижения
- Чемпионат России по тхэквондо 2015 — ;
- Чемпионат России по тхэквондо 2016 — ;
- Чемпионат России по тхэквондо 2017 — ;
- Чемпионат России по тхэквондо 2018 — ;
- Чемпионат России по тхэквондо 2019 — ;
- Чемпионат России по тхэквондо 2020 — ;
- Чемпионат России по тхэквондо 2021 — ;
- Чемпионат России по тхэквондо 2022 — ;
- Чемпионат мира по тхэквондо 2023 — ;
- Чемпионат России по тхэквондо 2023 — ;
- Чемпионат России по тхэквондо 2024 — ;

## Личная жизнь
В 2017 году окончил Майкопский государственный технологический университет, учился на технологическом факультете.